# Pumori
Pumori (též Pumo Ri, Pumo-Ri, nepálsky पुमोरि) je hora v Himálaji na hranici mezi Nepálem a Tibetem. Její jméno v znamená v šerpštině „neprovdaná dcera“ a dostala jej od George Malloryho. Leží osm kilometrů na západ od Everestu a někdy se jí proto přezdívá „dcera Everestu“.
Prvovýstup uskutečnil v roce 1962 Gerhard Lenser z německo-švýcarské expedice. Z českých horolezců se do historie výstupů zapsali Leopold Sulovský a Zdeněk Michalec, kteří v roce 1996 provedli výstup novou cestou v jihozápadní stěně.